# Мануель Мартінес Валеро
Мануель Мартінес Валеро (ісп. Estadio Manuel Martínez Valero) — футбольний стадіон, розташований у місті Ельче (Іспанія). Місткість стадіону складає 33 732 глядачі. Стадіон Мартінес Валеро - домашня арена футбольного клубу «Ельче» з 1976 року.  

## Історія
Стадіон Мануель Мартінес Валеро був відкритий 8 вересня 1976 року і замінив колишню арену Кампо де Альтабікс, зведену в 1926 році, вміщаючу 15 000 глядачів та також служила домашнім стадіоном для футбольного клубу «Ельче». Архітектором ж нового стадіону виступив Хуан Боїкс Матарредона. Спочатку арена носила назву Нуево Естадіо дель Ельче (ісп. Nuevo Estadio del Elche C.F.), а в 1988 році вона була перейменована на честь президента ФК Ельче Мануеля Мартінеса Валеро.
У матчі ж відкриття (8 вересня 1976 року) «Ельче» зіграв внічию 3:3 зі збірною Мексики. Авторами голів у господарів стали Фінароллі та аргентинці Роберто Орельяна та Хуан Гомес Вольїно.
Стадіон був включений в число 17, що брали в себе матчі чемпіонату світу з футболу 1982. На ньому пройшли три гри. В тому числі тут відбувся матч збірних Угорщини та Сальвадору, що завершився з рекордним для світової першості рахунком 10:1 на користь європейців. 
28 червня 2003 року на Мартінесі Валеро пройшов фінал Кубка Іспанії з футболу, в якому «Мальорка» розгромила «Рекреатіво» з рахунком 3: 0 та стала володарем трофея. Збірна Іспанії провела на стадіоні п'ять матчів та в усіх перемогла.
Влітку 2013 року Мартінес Валеро був вперше підданий серйозній реконструкції. Був кардинально змінений фасад, переобладнані службові приміщення, замінено сидіння і так далі. Вартість робіт склала понад два мільйони євро.

## Матчі чемпіонату світу 1982
На стадіоні проводилися ігри  чемпіонату світу з футболу 1982:
- Угорщина 10 : 1  Сальвадор
- Бельгія 1 : 0   Сальвадор
- Угорщина 1 : 1   Бельгія